# Tabernaemontana muricata
Tabernaemontana muricata là một loài thực vật thuộc họ Apocynaceae. Đây là loài đặc hữu của Brasil.